# Menara Telekom
Menara Telekom este o clădire situată în Kuala Lumpur, Malaysia.
Are o înălțime de 310 m și 55 de etaje, iar clădirea are forma unui puiet de bambus.
A fost construită între anii 1998-2001 și este cartierul general al Telekom Malaysia.